# 蓼沼泰重
蓼沼 泰重（たでぬま やすしげ、生年未詳 - 天正10年6月3日（1582年6月22日））は、戦国時代から安土桃山時代にかけての武将。越後上杉氏の家臣。弟に蓼沼友重。藤五郎。通称は掃部助。

## 生涯
下野佐野氏に仕えていたが、越後国の大名・上杉謙信の関東陣に際し忠節を尽くし、以後上杉家臣となった。
天正9年（1581年）、主君・上杉景勝に魚津城の守備を命じられるが、天正10年（1582年）の魚津城の戦いの際、上杉方の守将として織田信長軍と奮戦するが、6月3日に織田方の柴田勝家に攻め落とされ、自刃した。自刃した日は本能寺の変で信長が死去した翌日であった。